# Giulio Gatti-Casazza

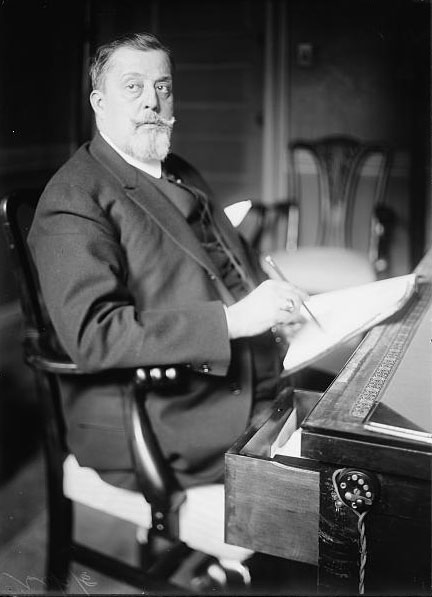
Giulio Gatti-Casazza

Giulio Gatti-Casazza (* 3. Februar 1869 in Udine; † 2. September 1940 in Ferrara, Italien) war ein italienischer Opernmanager, der zu Beginn des 20. Jahrhunderts die Entwicklung der amerikanischen Oper voranzutreiben versuchte.
Ursprünglich studierte Gatti in Genua an der Accademia Navale und der königlichen Marine-Hochschule (Regia Scuola Superiore Navale). Er erhielt 1891 sein Diplom als Marine-Ingenieur und kehrte zurück nach Ferrara, wo er seinen einjährigen Militärdienst begann.
1893 trat Gatti die Nachfolge seines Vaters als Vorsitzender des Operndirektoriums im Teatro Communale in Ferrara an. Dort wirkte er bis zur Saison 1897/1898 als Vorsitzender im hauptverantwortlichen Ausschuss des Opernhauses.
Gatti bekam 1898 den Posten als Generaldirektor am Mailänder Teatro alla Scala angeboten. Dort arbeitete er erstmals mit Arturo Toscanini zusammen, der damals als Generalmusikdirektor an der Scala engagiert war.
Nachdem er 1907 ein Angebot der Metropolitan Opera in New York City erhalten hatte, wechselte er 1908 gemeinsam mit Arturo Toscanini von der Scala an die Metropolitan Opera New York, um dort als Generalintendant tätig zu sein. Er leitete das Opernhaus als erster angestellte Opernmanager, der auch Opernspezialist war. Seine 27 Jahre andauernde Amtszeit war die längste in der Geschichte der Metropolitan Opera. Mit einem Repertoire von 40 bis 50 Werken pro Saison präsentierte er viele Weltpremieren und amerikanische Erstaufführungen. So brachte er beispielsweise im Jahr 1910 die Opern La fanciulla del West und Königskinder zur Welturaufführung. Auch um die Förderung der amerikanischen Oper machte Gatti-Casazza sich verdient: So wurde als erste amerikanische Oper an der Met The pipe of desire von Frederick Shepherd Converse gespielt und ein Kompositionswettbewerb für amerikanische Komponisten ausgeschrieben. Die Gewinner-Oper Mona von Horatio Parker wurde 1911 uraufgeführt. Insgesamt brachte Gatti etwa ein Dutzend amerikanischer Werke zur Uraufführung. 
1910 heiratete Gatti-Casazza die neuseeländische Sängerin Frances Alda, ließ sich aber 1929 wieder von ihr scheiden. Schon kurz darauf, im Jahr 1930, ging er seine zweite Ehe mit Rosina Galli, einer italienischen Ballerina, die das Opernballett der Metropolitan Opera leitete, ein.
1935 verließ Gatti die New Yorker Metropolitan Opera und kehrte gemeinsam mit seiner Frau nach Italien zurück, wo er bis zu seinem Tod lebte.